# 萬宗義
萬宗義（15世紀—16世紀），字克方，江西南昌府進賢縣人，明朝政治人物。

## 生平
萬宗義是嘉靖十年（1531年）的舉人，授鄧州學正，把學例額貼捐給貧窮士子，訓誨不輟、淡泊名利，當時同宗萬鏜為吏部尚書，上級問及時總說並非同族；之後他陞任盧龍知縣，數天內改革當地陋規，讓百姓歡聲載道，數天後卻因剛直和知府不合，托詞父親年老辭官，行李蕭然。不久父親去世，服喪廬墓聚集諸生講學，知縣都仰慕其風節，題匾稱為「南州高士」，而士人則將他比擬為陶淵明。

## 引用
1. 1 2  康熙《進賢縣志·卷十四·人物志一》：萬宗義，字克方，嘉靖辛卯鄉荐，初署河南鄧州學正，學例有額貼，悉捐給子弟周其貧乏，勸課不輟，當道以飭躬勵行、崇雅出浮荐典山東文衡。尋陞盧龍知縣，邑例有富戶遠迎，怒而遣之，春秋典馬悉委之幕官，郤其陋規，釐宿弊、撫疲民，百姓歌舞載道，以父耄托疾歸養，撫按保留再四竟不能奪，行李蕭然，至家承菽水懽不懈；尋丁艱執喪，廬墓聚士子講聖賢性命之學不輟，邑尹慕其風節勤枉，嘗題其扁曰「南州高士」。
2. ↑  乾隆《鄧州志·卷十二·名宦》：萬宗義，字克方，進賢人，嘉靖十九年由舉人署鄧州學正，甄陶士類，諄切懇至，惓惓然誨人為善，視一切紛華勢利澹如也，時同宗為冢宰，每當道詢及，輙以他族應之，其剛正類如此。後知盧龍縣，以直道不合府告歸，家具授徒，士林高之。
3. ↑  《萬姓統譜·卷一百》：萬宗義，字克方，進賢人，嘉靖十九年由舉人署鄧州學正，甄陶士類，諄切懇至，惓惓然誨人為善，視一切紛華勢利澹如也。時萬冢宰為同宗，每當道詢及輒不肯認，其剛正類此，後陞知盧龍，任數日以直道不合於府推，遂浩然歸，士林高之曰今之陶靖節也。